# Martín Marco Voto
Martín Marco Voto (5 de marzo de 1931-16 de junio de 2006) conocido por "Young Martin", fue un boxeador profesional español en la división de peso mosca. Ganó varios títulos a nivel regional y desafió una vez por el campeonato mundial de peso mosca.

## Campeón de la Unión Europea de Boxeo
Martin desafió al boxeador Welch, hasta entonces invicto (27-0) Dai Dower por el título de peso mosca de la EBU el lunes 3 de octubre de 1955 en la pista de hielo de Nottingham, Inglaterra. Martin, que entonces tenía 24 años, ganó el campeonato al noquear a Dower en la ronda doce de un concurso programado de 15 rondas. Martin ganó el concurso con un devastador ataque al cuerpo, produciendo una serie de derribos (y finalmente, un nocaut) con fuertes golpes en el cuerpo de Dower. Martin defendió con éxito ese título tres veces hasta perderlo en su cuarta defensa, derrotado por el luchador finlandés Risto Luukkonen el viernes 4 de septiembre de 1959 en Helsinki, Finlandia, por decisión en quince asaltos.

## pelea de campeonato mundial
En medio de su reinado como campeón europeo, el español viajó a Argentina para enfrentarse al campeón mundial de peso mosca, el miembro del Salón de la Fama del Boxeo Internacional Pascual Pérez. Pérez y Martín se conocieron debidamente el sábado 7 de diciembre de 1957 en el Club Atlético Boca Juniors de Buenos Aires. Pérez dominó y detuvo a Martin en la tercera ronda para retener el título mundial.

## Jubilación
Martín se retiró después de una derrota por decisión en ocho asaltos ante Víctor Carrascosa, que tuvo lugar el 6 de septiembre de 1962 en la Plaza de Toros de Vista Alegre en Bilbao.

## Carrera en revisión
Ex campeón nacional de España y de peso mosca de la Unión Europea de Boxeo y ex aspirante al título mundial, Martín se retiró con un récord de 71 victorias, 17 derrotas y 5 empates (empates) en 93 concursos de boxeo profesional, con 28 de sus victorias y 5 de sus derrotas por nocaut.